# بانفا سيلا
بانفا سيلا (بالفرنسية: Banfa Sylla)‏ (29 مايو 1989 بباريس في فرنسا - ) هو لاعب كرة قدم فرنسي في مركز الدفاع. لعب مع راد بيوغراد ونادي فان وLorca Atlético CF ‏ وASV Durlach ‏.

## روابط خارجية
- بانفا سيلا على موقع قاعدة بيانات كرة القدم.إي يو (الإنجليزية)
- بانفا سيلا على موقع Soccerway.com (الإنجليزية)